# Plainte avec constitution de partie civile
La plainte avec constitution de partie civile permet à une victime de devenir partie civile dans un procès pénal.

## Droit français
En droit français, la plainte avec constitution de partie civile est la plainte par laquelle la victime devient partie civile au procès pénal.
Cette plainte ayant des conséquences plus importantes qu'une simple plainte est soumise à des conditions supplémentaires restrictives. Elle s'exerce par voie d'action ou d'intervention. Ce dispositif légal est présent aux articles 85 et suivants du code de procédure pénale (CPP)

## Droit canadien
Il n'y a pas de véritable équivalent à la plainte avec constitution de partie civile en droit canadien, entre autres parce que le ministère public exerce un monopole absolu en matière de poursuites pénales,.
Cela dit, la Charte canadienne des droits des victimes a été adoptée en 2015 et elle instaure un mécanisme de dédommagement civil dans la procédure pénale pour le bénéfice de la  victime à l'art. 16 CCDV. Ce mécanisme relativement nouveau présente des analogies avec la constitution de partie civile et il peut être une alternative intéressante à la procédure classique de  dédommagement pour acte criminel, qui consiste à intenter un recours séparé en vertu d'une loi provinciale, dont les critères d'application sont souvent rigides (au Québec, il s'agit de la Loi sur l'indemnisation des victimes d'actes criminels).